# Between Interval
Stefan Strand (również Between Interval, poprzednie nazwisko Jönsson; ur. 1982) – szwedzki muzyk. Tworzy muzykę w stylu ambient.

## Życiorys
Stefan Jönsson urodził się w 1982 r. Pierwsze jego zetknięcie z muzyką miało miejsce w dzieciństwie, kiedy wywarła na nim ogromne wrażenie muzyka towarzysząca grom video. Nagrywał on muzykę z gier na magnetofon kasetowy, by mógł jej słuchać nawet wtedy kiedy nie grał. Duży też wpływ na jego zainteresowanie muzyką elektroniczną miał zespół Pink Floyd, oraz muzyka Jean Michel Jarre. Na początku swojej przygody z muzyką, Stefan komponował utwory w stylu techno i house. Około roku 2003 na poważnie zainteresował się muzyką ambient.

## Dyskografia
- 2004 – Radio Silence
- 2005 – Secret Observatory
- 2006 – Autumn Continent
- 2009 – The Edge of a Fairytale

## Single
- 2004 – Monodrive – Soul Flavour EP
- 2005 – Monodrive – Premonition
- 2005 – Sublunar – Sanctuary
- 2006 – Section 9 – Ghost Hack, Monday Showdown, Ikimasu
- 2007 – Monodrive – Deeper Sight
- 2007 – Sublunar – Kojo no Tsuki EP
- 2007 – Section 9 – Saturn Funk EP
- 2007 – Sublunar – Kojo no Tsuki (Ami mix)[2]